# 玩命大臨演
《玩命大臨演》（英語：The Man from Toronto）是一部2022年美國動作喜劇電影，由派屈克·休斯執導，凱文·哈特、伍迪·哈里遜、凱莉·庫柯和艾倫·芭金主演。劇情講述世上最致命的刺客和紐約業務員在小木屋中被誤認為對方。
《玩命大臨演》原定由索尼影視娛樂發行，版權之後出售給Netflix，於2022年6月24日上線。

## 劇情
以搞砸而聞名的泰迪·傑克遜計劃了完美的周年紀念驚喜，讓妻子蘿莉在水療中心盡情享受時，租下一間偏僻的小木屋。泰迪誤讀了影印機上的門牌號碼，導致誤闖到一間審問木屋，對方誤將泰迪當成約定見面的殺手「多倫多男子」，直到聯邦調查局突襲現場。泰迪被聯邦調查局要求協助捉住真正的多倫多男子，根據他們的情報，多倫多男子的交易將導致新當選的委內瑞拉總統在大使館被暗殺。在泰迪完成任務的同時，蘿莉將由桑托羅探員作為管家陪伴24小時購物、奢侈和跳舞。只有當調查局消除了泰迪的債務時，他才會同意。
在博物館前與聯繫人會面後，泰迪很快被送往機場，他們將他送上一架貨機，前往波多黎各工作。但真正的多倫多男子——蘭迪出現在飛機上並殺光了在場的人；因泰迪已經被自己的客戶當成多倫多男子，所以他堅持要泰迪繼續假扮自己。一到波多黎各，蘭迪開始整裝泰迪並在一場科技派對從四名囚徒中找出「葛林先生」；泰迪成功讓葛林先生逼供，但自己曝露身份，直到蘭迪出手營救。葛林先生解釋，他和同事過去曾是地震炸彈的研發者，想出了帶有密碼和指紋的雙重安全鎖，以阻止炸毀委內瑞拉大使館的計劃。蘭迪割下了他的拇指帶走，但另一名殺手「邁阿密男子」伏擊了他們。
泰迪和蘭迪從邁阿密男子手中逃脫，泰迪認為蘭迪的上司「管理者」欺騙了他，蘭迪不採信此說法。事實上，管理者背叛了蘭迪，並派出邁阿密男子攔截任務。在飛往華盛頓特區的航班上，蘭迪對泰迪很苛刻，所以讓他在他們降落時致電蘿莉。確認了他們的晚餐計劃，並通知了聯邦調查局。在餐廳，蘿莉還帶來了朋友安妮，導致對女性社交困難的蘭迪很緊張，但蘭迪仍喜歡上了安妮。邁阿密男子追來餐廳搶拇指並證實了蘭迪已被上司拋棄；邁阿密男子搶走了拇指，蘭迪腿部中彈。
蘭迪和泰迪偷了一輛警車來阻止暗殺。在路上，蘭迪告訴他，他正金盆洗手，轉業為餐館老闆。馬林上校和妻子丹妮拉與管理者及邁阿密男子交易，企圖在大使館會場引爆炸彈，但蘭迪和泰迪出手干預與對方對質，直到一支特警隊突襲現場。蘭迪帶走了交易的錢；管理者及邁阿密男子逃離現場。
蘿莉因丈夫的失蹤而不高興，並發現他撒了謊，離開了屋子；蘿莉隔日傳訊息表示，將搭四點的火車至母親家。泰迪隨即追了上去，但遭邁阿密男子攔截，直到蘭迪搭救。蘭迪和泰迪在健身房遭到塔科馬男子兄弟、莫斯科和東京男子攻擊，管理者也親自現身追殺兩人，企圖從蘭迪手中取回錢。包括邁阿密男子在內的殺手們全數被北後，管理者追蘭迪和泰迪到一家工廠，但被泰迪啟動開關而掉入滾燙的大桶裡煮熟。蘭迪將愛車的鑰匙交給泰迪，以追上蘿莉。
泰迪和月台上的蘿莉致歉，並挽回了她的心，但蘭迪的愛車卻被進站的列車撞毀，後車廂裡的錢滿天飛。一年後，泰迪與懷孕的蘿莉帶著安妮光顧蘭迪的餐廳，此時的泰迪因自己研發的非接觸拳擊事業有成，但蘭迪仍不斷為失去的愛車糾纏著泰迪。

## 演員
- 凱文·哈特飾演泰迪·傑克森（Teddy Jackson）：紐約健身房業務員。
- 伍迪·哈里遜飾演蘭迪（Randy）：被稱為「多倫多男子」（The "Man from Toronto"）的世上最致命的殺手。
- 凱莉·庫柯飾演安妮（Annie）
- 艾倫·芭金飾演黛博拉／管理者（Debora / The Handler）
- 潔絲敏·馬修斯（Jasmine Mathews）飾演蘿莉·傑克森（Lori Jackson）
- 亞歷杭德羅·德·霍約斯（Alejandro De Hoyos）飾演馬林上校（Colonel Marin）
- 蕾拉·蘿倫（英语：Lela Loren）飾演丹妮拉·馬林（Daniela Marin）
- 皮爾森·福德飾演「邁阿密男子」（The "Man from Miami"）
- 簡卡洛斯·卡內拉飾演桑托羅探員（Agent Santoro）
- 山下智久飾演「東京男子」（The "Man from Tokyo"）
- 凱特·德拉蒙德（英语：Kate Drummond）飾演羅倫斯探員（Agent Lawrence）

## 製作
2020年1月，宣佈派屈克·休斯將執導一部由羅比·福克斯劇本的電影，該片由傑森·史塔森和凱文·哈特主演，傑森·布盧門塔爾、陶德·布萊克、比爾·班納曼和史蒂夫·蒂施擔任製片人，索尼影視娛樂發行。3月，史塔森因為電影分級制度與劇組理念不合，在開拍前6週突然退出電影。同月，宣佈伍迪·哈里遜替代史塔森加盟演員陣容。4月，凱莉·庫柯加盟演員陣容。5月，皮爾森·福德加盟演員陣容。10月，潔絲敏·馬修斯、艾倫·芭金、蕾拉·蘿倫、凱特·德拉蒙德和山下智久加盟演員陣容。

### 拍攝
主體拍攝原定於2020年4月在亞特蘭大開始進行，但受2019冠狀病毒病疫情影響，索尼影視娛樂在3月宣佈暫停拍攝工作。拍攝於2020年10月12日在多倫多開始進行，並於2020年12月22日殺青。

## 發行
《玩命大臨演》最初定由索尼影視娛樂定於2020年11月20日美國上映。2020年4月，受2019冠狀病毒病疫情影響，宣佈電影延期至2021年9月17日在美國上映。2021年3月，宣佈電影無限期延遲上映。2021年4月，宣佈電影定於2022年1月14日在美國上映。Netflix與索尼簽署了一項協議，以獨家播放電影，在影院和家庭媒體窗口下檔之後播放這部電影。2022年4月，索尼將版權出售給Netflix，後者將在除中國以外的全球市場發行本片，索尼則負責中國發行。《玩命大臨演》2022年6月24日上線。

## 評價
在爛番茄上，73條評論中有23%的評價是正面的，平均評分為4/10。在Metacritic上，根據20位評論家的評論，得到滿分100分中的34分，代表「一般不受歡迎的評論」。

## 外部連結
- 在Netflix上觀看《玩命大臨演》
- 互联网电影数据库（IMDb）上《玩命大臨演》的资料（英文）

#invoke:NavboxV2